# Lenke Szilágyi
Lenke Szilágyi (* 27. září 1959 Debrecín) je maďarská fotografka a umělkyně.

## Životopis

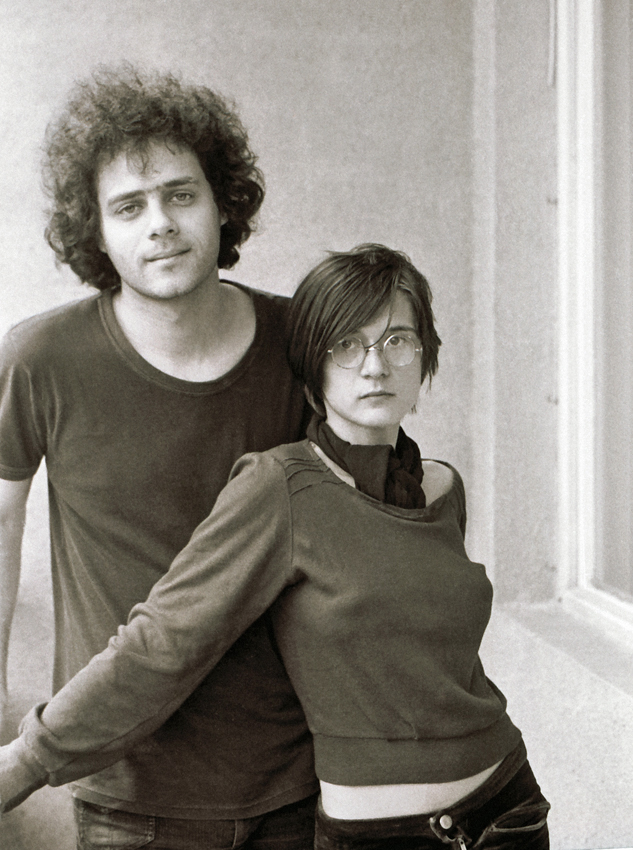
S Andrásem Forgáchem v roce 1982

V roce 1980 absolvovala obor fotografie na Střední uměleckoprůmyslové škole. Od roku 1981 se účastní domácích i zahraničních výstav.
Od roku 1990 byla dvě desetiletí fotoeditorkou a fotografkou týdeníku a později měsíčníku Beszélő.
Pracuje nepřetržitě v divadlech; je autorkou snímků inscenací Univerzitního divadla, Merlinova divadla, Nového divadla, Městského divadla, Budaörsova divadla a Budapesti Katona József Theatre. Fotografovala také pro Historické muzeum a ústav Národního divadla. V sezóně 2010/2011 byla selektorkou POSZT - spolu s Tamásem Vekerdy a Balázs Urbán.
Byla fotografkou zákulisí více než dvou desítek filmů. Spolupracovala také s Miklósem Jancsó a dvěma renomovanými umělci nejmladší filmové generace Szabolccem Hajdúm a Kornélem Mundruczóem.
Mezi její témata patří scény z vysokých hor a společenských konfliktů.
Je členkou Asociace maďarských fotografů a Národní asociace maďarských novinářů.

## Umělecké inspirace
Lenke Szilágyi ovlivnila svou tvorbou mimo jiné tyto osobnosti:
Tibor Babiczky, Zsófia Bán, Szilárd Borbély, Centauri, Kristóf Csengery, György Dragomán, Erdős Virág, Péter Esterházy, András Forgách, László G. István, Ákos Győrffy, Zoltán Nohreshrelly, Krusovszky Dénes, János Lackfi, Zsolt Láng, András Bence Lázár, András László Magyar, László Márton, Mónika Mesterházi, Ádám Mestyán, Anna T. Szabó, Ferenc Szijj, Margit Tamás, Dezső Tandori, Gázöth, V Tóth Kristyz s Stephen.

## Výstavy
- Londýn – Barbican
- Lausanne - východoevropská výstava fotografií
- Open Workshop: Light Tamer (2009)
- Maďarský kulturní institut ve Stuttgartu – fenomén Lenke Szilágyi

## Filmové příspěvky
Díla Miklóse Jancsóa

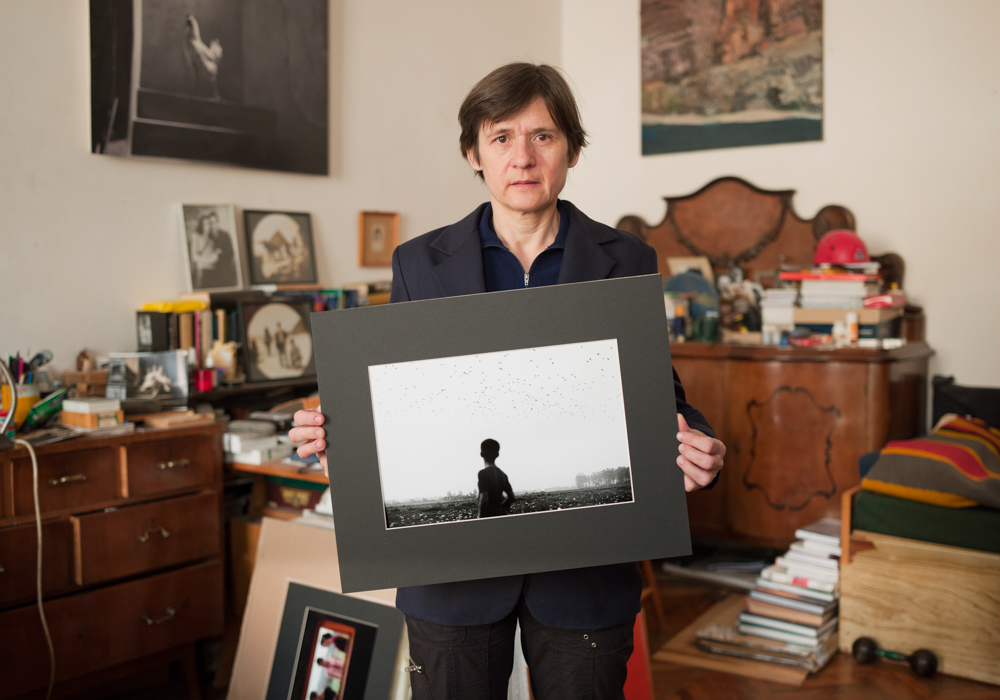
Na snímku Ádáma Urbána umělkyně se svým dílem Debrecen (1988)

- Nekem lámpást adott kezembe az Úr Pesten[2]
- Mohácsi vész[3]
- Anyád, a szúnyogok[4]

György Szomjas
- Nap utcai fiúk[5]

Kornél Mundruczo
- Delta[6]

Csaba Bollók
- Iszka utazása[7]

Szabolcs Hajdu
- *Macerás ügyek[8]
- Tamara[9]
- Fehér tenyér[10]
- Bibliotheque Pascal[11]

Péter Tímár
- Casting minden[12]

László Nemes Jeles
- Türelem[13]
- The Counterpart[14]

András Sólyom
- 56 villanás[15]

Rainer Bär
- Das elfte Gebot[16][17]
- Kasper Holten: Juan[18][19]

## Ceny a ocenění
- Cena Rudolfa Balogha (1999)
- Cena Sorosovy nadace Székely Aladár (1999)
- Velká maďarská fotografická cena (2007)
- Zasloužilý umělec Maďarska (2008)
- Cena pro vynikajícího umělce Maďarska (2012)

## Fotoalba
- Fotóbrancs (1994)
- Látókép megállóhely (1999)
- Fényképmoly (2004)
- Single Lens (2007)

## Galerie

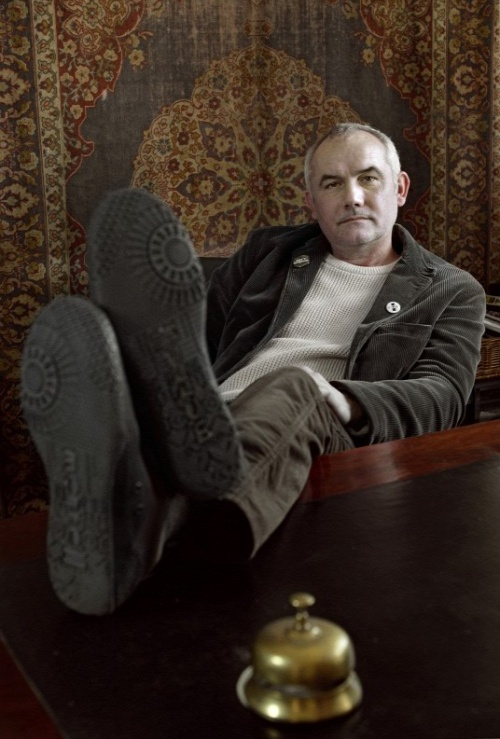
László Darvasi
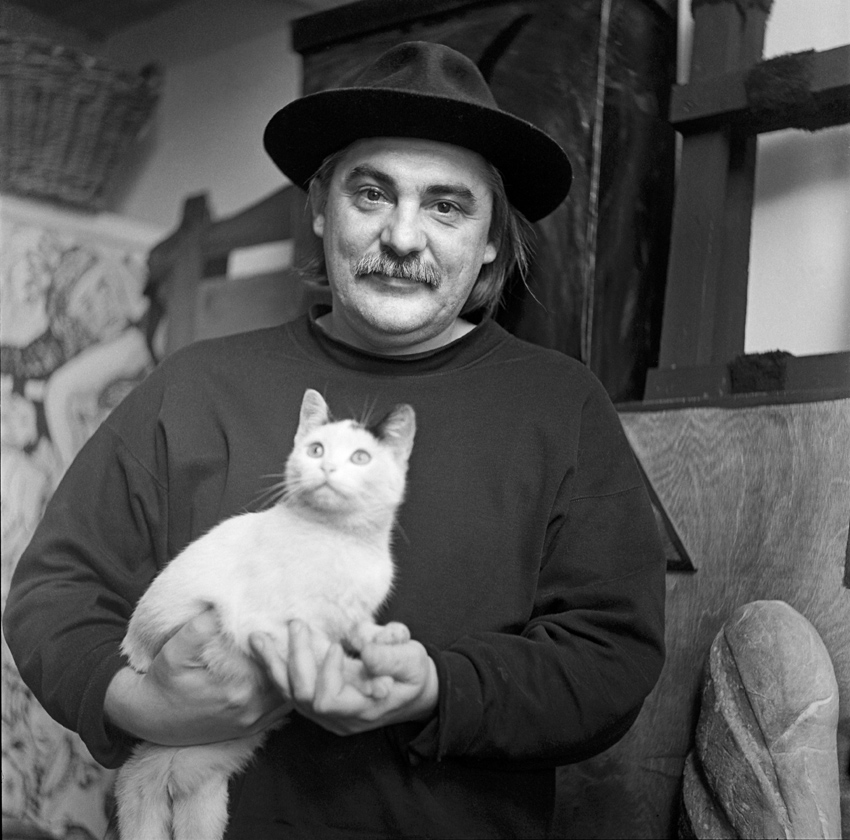
László feLugossy
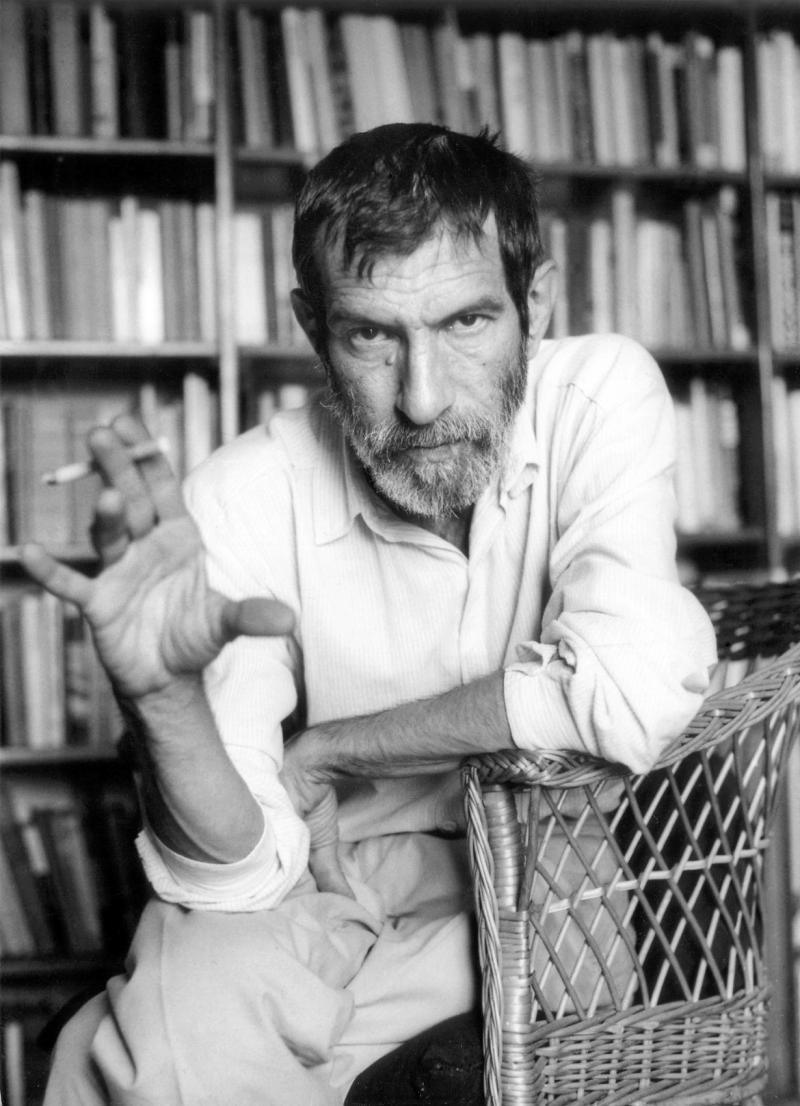
Petri György
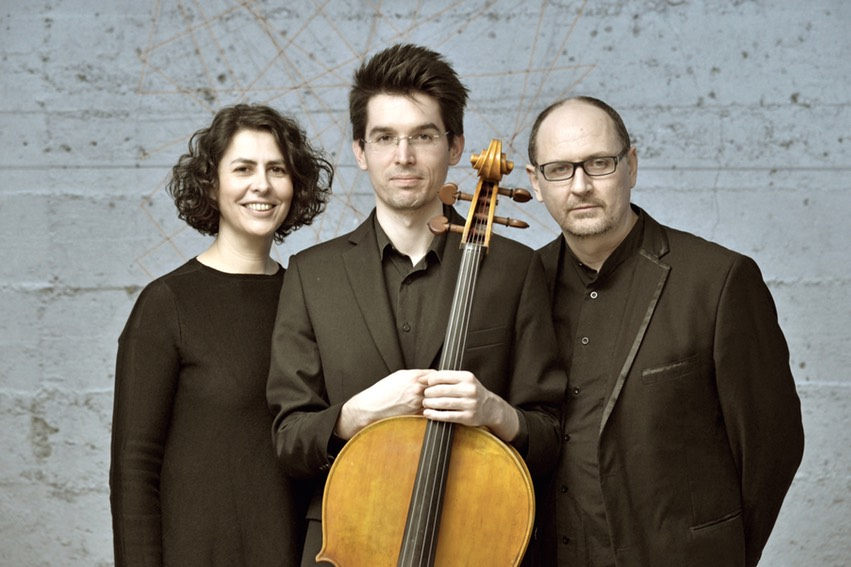
Trio Passacaglia